# Preston Tucker
Preston Tucker (21 de septiembre de 1903 - 26 de diciembre de 1956) fue un empresario y diseñador de automóviles estadounidense.
El más célebre de sus diseños fue el Tucker Torpedo 1948, un innovador auto que no tuvo éxito pero que introdujo muchas de las características de los automóviles actuales.
Su legado está documentado en la película filmada en 1988 Tucker: un hombre y su sueño (Tucker: The Man and His Dream) interpretada por Jeff Bridges y Joan Allen producida por George Lucas y dirigida por Francis Ford Coppola.

## Origen e inicios de su carrera
Tucker nació en Capac, Míchigan, y es recordado por su carismática personalidad.
Su simpatía y su amor por los autos le permitieron a los 16 años reparar y vender un auto viejo. Tiempo después se incorpora al departamento de Policía de Lincoln Park (Míchigan) para así tener acceso a los vehículos de alto rendimiento que ahí se utilizaban.
Su madre lo convenció de que buscara empleo en la planta ensambladora de Ford en la localidad de Dearborn, pero Tucker pronto regresa a su anterior y más estimulante trabajo como oficial de policía, donde fue amonestado por instalar aditamentos en el auto que le habían asignado, por lo que decidió renunciar definitivamente.
Tucker se dedicó después de eso a vender autos teniendo bastante éxito en un concesionario de Míchigan y pronto llegó a ser gerente de una agencia de autos de lujo en Memphis.

## Empresario

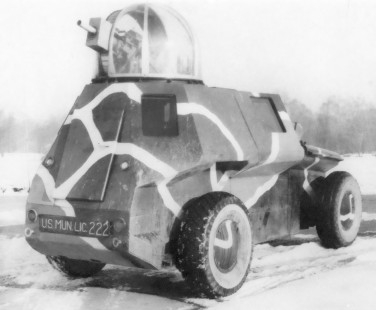
El carro de combate armado Tucker. La torreta Tucker Turret fue usada en aviones.

Este nuevo éxito financiero permitió a Tucker viajar cada año a la carrera conocida como Las 500 millas de Indianápolis. Con su gran entusiasmo por los automóviles logró convencer a Harry Miller, (cuyos motores habían ganado más carreras que ningún otro en esos años) para que construyan coches de carreras juntos, formando así Miller and Tucker Inc en 1935. El primer trabajo de esta compañía fue la fabricación de 10 Ford de carreras con 8 cilindros en V mejorados para Henry Ford. La falta de tiempo suficiente para el desarrollo y pruebas de los coches provocó que fallaran por sobrecalentamiento y tuvieran que abandonar en su primera carrera. Posteriormente, estos motores ya perfeccionados volvieron a correr la Indy y la compañía continuó con el desarrollo y construcción de vehículos hasta la muerte de Miller en 1943.
Con el proyecto de iniciar su propia compañía automovilística, Tucker se mudó a California y pronto comienza el proyecto de un vehículo terrestre de combate para el gobierno de los Estados Unidos que alcanzaba los 185 km/h, superando por mucho las especificaciones originales. Este blindado ligero de alta movilidad con torreta para cañón fue rechazado por el ejército. Sin embargo la marina estadounidense se interesó en comprarlo.
El Tucker Turret comenzó a producirse (al principio en el taller de Tucker en Misuri y luego en serie), para los botes PT, naves de asalto, y bombarderos como el B-29. Durante la Segunda Guerra Mundial, Tucker se asocia con Andrew Jackson Higgins, constructor de los buques de guerra como Liberty y operando hasta 1943 como vicepresidente de las Industrias Higgins, específicamente a cargo de la producción de armamento y motores para buques de torpedo.

## El sedán Tucker 1948

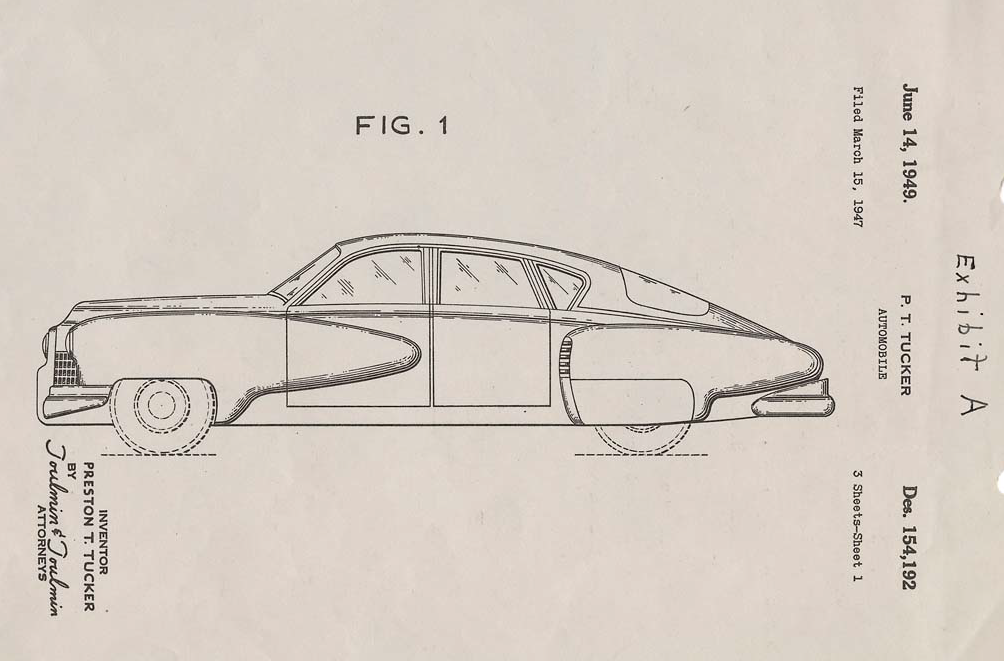
Una ilustración de la patente del Tucker '48 Sedan.

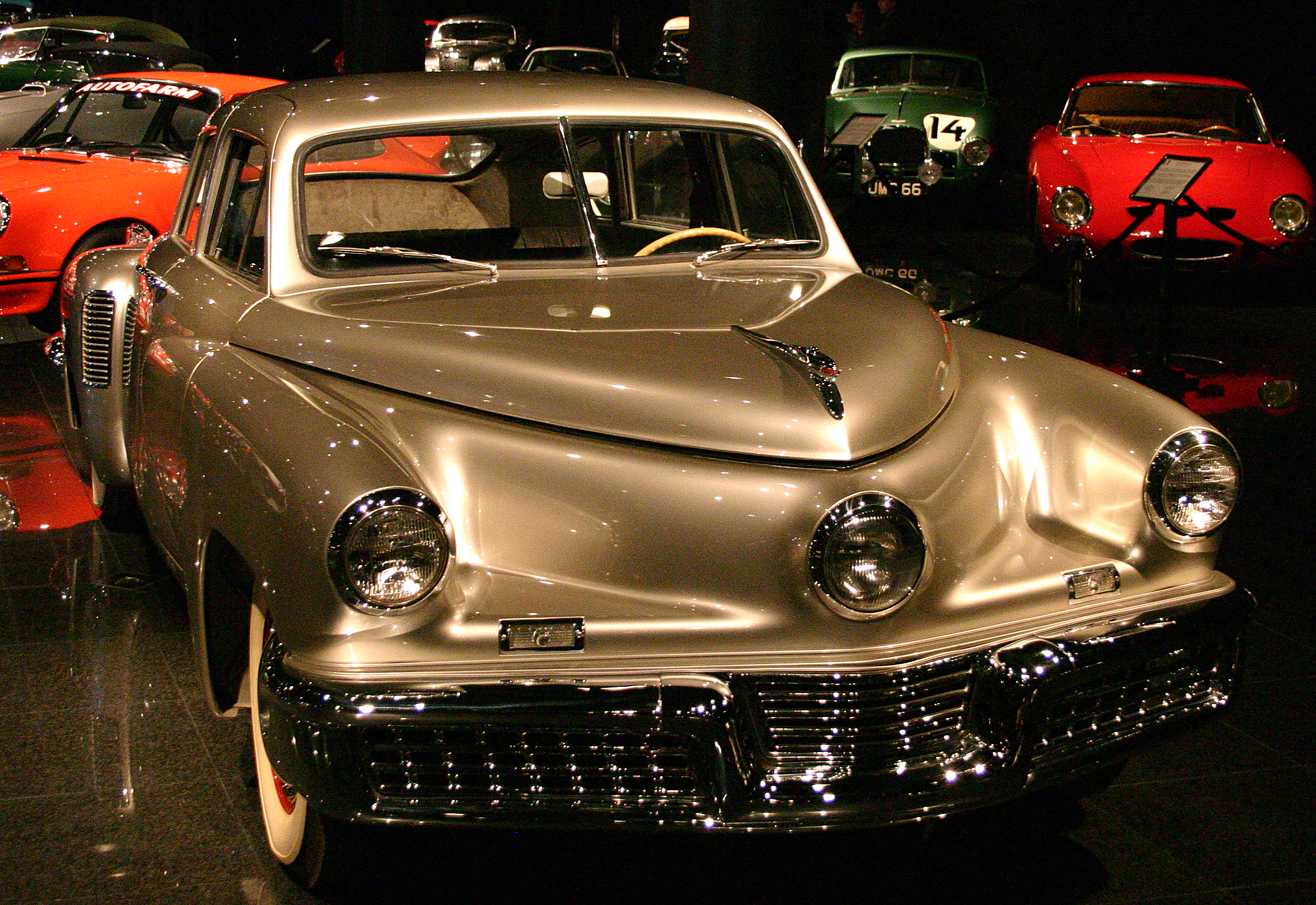
Tucker '48.

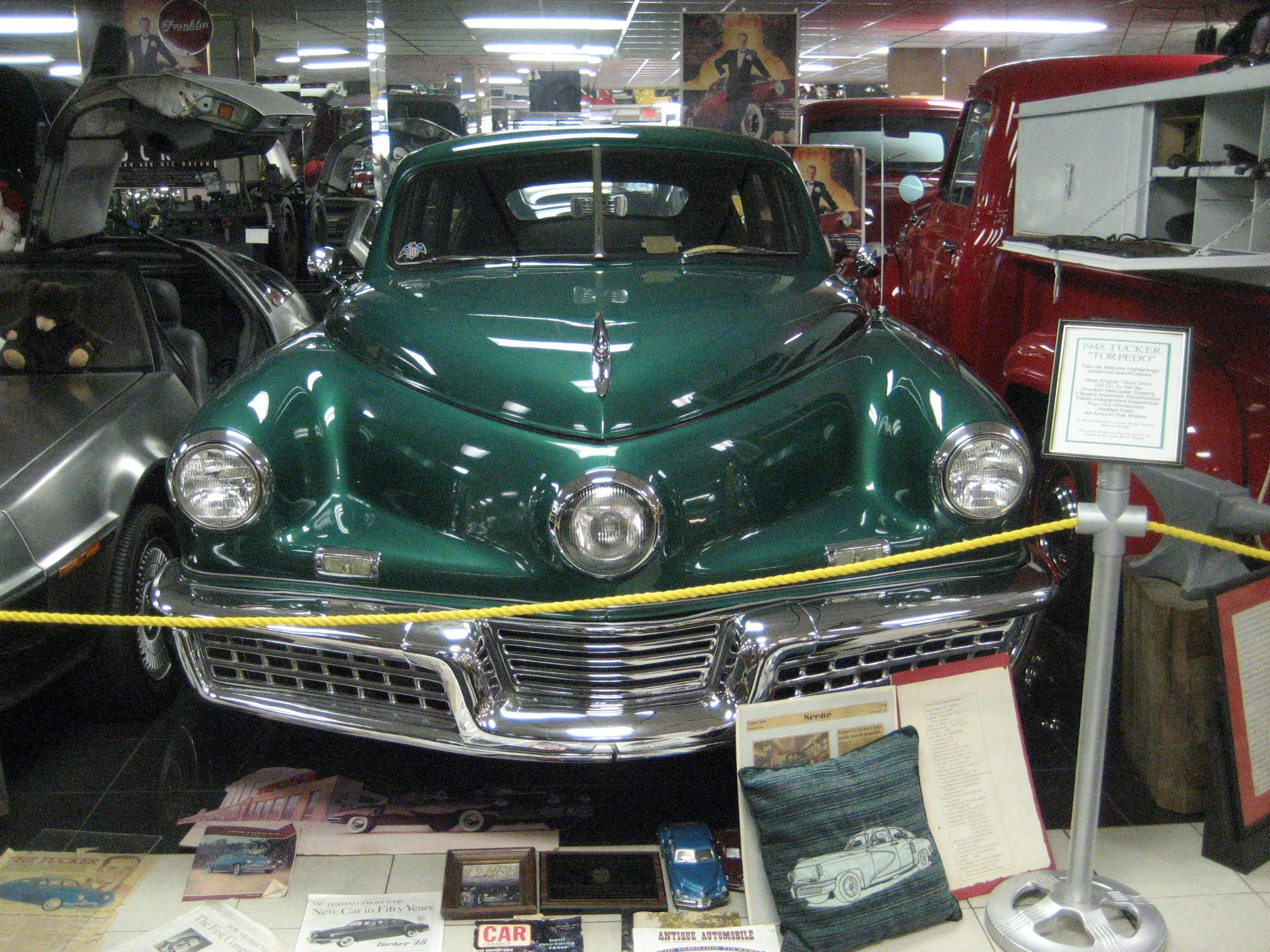
Tucker '48.

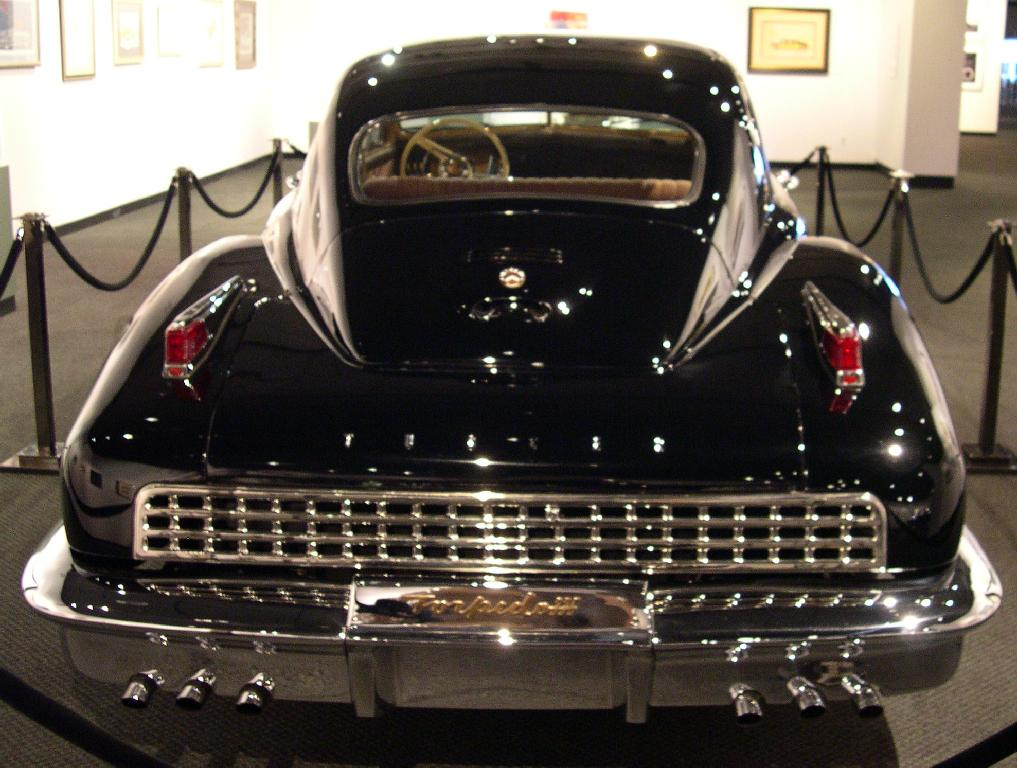
Tucker '48.

Studebaker fue la primera empresa de automóviles con un nuevo modelo de posguerra. Sin embargo, Tucker, con su recién fundada Corporación Tucker, tomó un rumbo diferente, el diseño de un coche de seguridad con características innovadoras (algunas tomadas desde un avión) por su estilo aerodinámico y futurista. Sus especificaciones técnicas mostraban un motor trasero, frenos de disco, inyección de combustible, la ubicación de todos los instrumentos en el diámetro del volante, cinturones de seguridad, faros delanteros que giraban junto al automóvil, vidrios inastillables y un salpicadero acolchado.
Sin embargo, lo que parecía sobre el papel visionario tuvo menos éxito en la práctica. Dos ejemplos: la mecánica de inyección de combustible en los motores de helicóptero que utiliza Tucker requiere mantenimiento frecuente por los mecánicos cualificados, y los frenos de disco son difíciles de realizar debido a la alta presión del pedal.
El afamado estilista Alex Tremulis, antes empleado de Auburn/Cord/Duesenberg, fue contratado el 24 de diciembre de 1946, con solo seis días para finalizar el diseño. El 31 de diciembre de 1946, Tucker aprobó el diseño de su automóvil al que bautizó como Tucker Sedán '48, que vendría a ser conocido popularmente como el "Tucker Torpedo". También contrató a otra empresa para crear un elemento alternativo, pero solo para la barra horizontal de luz trasera que apareció en el modelo final de los coches. Para su producción en serie, desde la Comisión de bolsas y títulos valores de Estados Unidos (SEC, tales sus siglas en inglés) se le solicitó un estocaje mínimo inicial de 50 unidades para poder ser aprobada su fabricación. Las múltiples trabas burocráticas impuestas por este organismo, hicieron que solamente se llegaran a construir esas 50 unidades de la primera partida de producción. En la actualidad, de esas 50 unidades, 46 aún funcionan en manos de coleccionistas.
Al poco tiempo de fabricar los Torpedo Tucker, fue demandado por fraude por la Comisión de bolsas y títulos valores, por lo que debió enfrentar en 1949 un juicio en el cual el 3 de marzo de ese año se le quitaría la Corporación Tucker de sus manos. Junto a él fueron enjuiciados otros
siete ejecutivos de su empresa, siendo ellos:
- Harold A. Karsten (58 años) "alias Abe Karatz";
- Floyd D. Cerf, 61 (de cuya mano salió la firma de la oferta del estocaje)
- Robert Pierce, 63
- Fred Rockelman, 64
- El gerente de ventas de Tucker, Mitchell W. Dulian, 50
- El Interventor de Tucker Corporation; Otis Radford, 42,
- El encargado de publicidad Cliff Knoble, 42.

La defensa de los acusados, fue llevada adelante, y de manera brillante, por el Dr. William Kirby, que consiguió que todos los acusados fueran declarados inocentes, y de esa forma, salvar la reputación de Tucker.
Sin embargo, a pesar de habérsele retirado todos los cargos que pesaban en su contra, Tucker encontraría su sueño hecho pedazos ya que a las deudas que lo aquejaban, se le sumaría el pedido de quiebra y la posterior desaparición de la Corporación Tucker. El sueño de este visionario se había acabado. Los derechos de la marca Tucker, fueron comprados por Peter Dun quien más tarde los vendería a su financiera Dun & Bradstreet.
Pero esto no terminaría de amilanar el optimismo de Tucker, ya que en 1950 recibiría una oferta laboral en Brasil, donde se le requirió de sus servicios para la creación y posterior producción de un automóvil deportivo. Para ello, se asociaría con el diseñador ruso-americano Alexis de Sakhnoffsky para desarrollar el prototipo Carioca, vehículo al cual Tucker se vería impedido de darle su nombre. Finalmente, este vehículo nunca pudo ser desarrollado.
Tras su regreso de Brasil, Tucker sufriría una fuerte fatiga como producto del viaje y a su regreso a los Estados Unidos, le sería diagnosticado un cáncer de pulmón.  El 26 de diciembre de 1956, Preston Tucker fallecía como producto de una neumonía agravada por su cáncer, en su casa de Ypsilanti (Míchigan).